# 단심가
단심가(丹心歌)는 고려 말기, 조선 초기에 고려 말의 충신 정몽주(鄭夢周)가 지은 시조이다.

## 내용
단심가는 《청구영언》과 《가곡원류》의 각 이본에 두루 실려있다. 그밖에 《병와가곡집(甁窩歌曲集)》 일석본(一石本)과 주씨본(周氏本) 《해동가요》 · 《시가(詩歌)》. 서울대학교본 《악부(樂府)》 · 《근화악부(槿花樂府)》 · 《동가선(東歌選)》 · 《해동악장(海東樂章)》 · 《협률대성(協律大成)》 · 《화원악보(花源樂譜)》 · 《대동풍아(大東風雅)》 등에도 실려 있다. 《고금가곡(古今歌曲)》 · 《영언유초(永言類抄)》 · 《흥비부(興比賦)》 등에는 작자를 밝히지 않고 실었다. 《포은집(圃隱集)》 · 《해동악부(海東樂府)》 · 《약천집(藥泉集)》 · 《순오지(旬五志)》 · 《조선악부(朝鮮樂府)》 · 《소문쇄록》 등에는 한역시가 전한다.

- 한역

此차身신死사了료死사了료

一일百백番번更갱死사了료

白백骨골爲위塵진土토

魂혼魄백有유也야無무

向향主주一일片편丹단心심

寧영有유改개理리與여之지

- 옛 한글

이몸이 죽고 죽어

일백번 고쳐 죽어

白백骨골이 塵진土토되여 

넋이라도 있고 없고

임 향한一일片편丹단心심이야

가실줄이 있으랴

- 해석

이 몸이 죽고 또 죽어

백 번이나 다시 죽어

백골(白骨)이 흙과 먼지가 되어

넋이야 있건 없건

임금님께 바치는 충성심이야

변할 리가 있으랴?

《포은집(圃隱集)》에는 한역(漢譯)되어 “此身死了死了 一百番更死了 白骨爲塵土 魂魄有也無 向主一片丹心 寧有改理也歟.”라고 실려 전한다.

## 배경
단심가는 고려왕조가 멸망할 무렵, 뒤에 조선조 태종이 된 이방원(李芳遠)이 정몽주를 초대한 자리에서 <하여가(何如歌)>를 지어 그 마음을 떠보았다. 이에 대하여 응답하여 지은 것이 이 노래이다. 이방원은 만수산 드렁칡과 같이 서로 얽혀 백년까지 누리자고 하였다. 이 말을 받아 정몽주는 일백 번 고쳐 죽더라도 뜻이 변하지 않으리라고 하였다. 조선조 개국과정에서 반대파의 주장을 대변하였던 이 노래가 개국 후에는 신하의 충성심을 나타내는 노래로 널리 퍼졌다. 조선조가 내세운 유교적 지배질서와 부합하는 내용이기 때문이다. 또한, 이 노래는 절박한 상황에서도 묘미있는 표현을 개척함으로써, 고려말 새로운 갈래로 등장한 시조가 정착되는 데 상당한 기여를 하였다.

## 같이 보기
- 하여가

## 참고 자료
- 『포은집(圃隱集)』
- 『해동악부(海東樂府)』
- 『한국문학통사』, 조동일, 지직산업사(1992년)
- 『한국시가문학사(詩歌文學史)』, 박을수, 아세아문화사(1997년)
- 『한국민족문화대백과』, 단심가, 한국학중앙연구원(1998년판)